# Giải bóng đá Ngoại hạng Anh 2003–04
Giải bóng đá Ngoại hạng Anh 2003–04 (được gọi là FA Barclaycard Premiership) là mùa giải thứ 12 của Giải bóng đá Ngoại hạng Anh. Arsenal đã lên ngôi vô địch kết thúc mùa giải mà không có trận thua nào – đội đầu tiên từng làm được như vậy trong một mùa giải kéo dài 38 trận. Chelsea về nhì sau Arsenal.

## Tổng quan mùa giải
Giành quyền tham dự Champions League mùa giải trước, Chelsea đã được hỗ trợ bởi khoản chi 100 triệu bảng cho những cầu thủ đẳng cấp thế giới, một khoản chi được tài trợ bởi nguồn tài chính dồi dào của chủ sở hữu mới Roman Abramovich. Hàng công của Manchester United vẫn mạnh hơn bao giờ hết nhờ Ruud van Nistelrooy ghi bàn tự do, nhưng hàng tiền vệ đã yếu đi sau thương vụ bán David Beckham cho Real Madrid với giá 25 triệu bảng trước mùa giải, và trung tâm hàng thủ đã phải chịu một thất bại nặng nề hơn sau Rio Ferdinand đã bị loại trong bốn tháng cuối cùng của mùa giải sau khi bị kết tội "không hoặc từ chối kiểm tra doping". Trường hợp của Rio Ferdinand đã khơi mào cho cuộc tranh luận về các hình phạt liên quan đến việc thử nghiệm ma túy trong bóng đá, với nhiều quan điểm khác nhau về việc liệu hình phạt đó có quá khắc nghiệt hay quá khoan dung hay không. Câu lạc bộ của Ferdinand đã tìm cách so sánh trực tiếp với một trường hợp trước đó của cầu thủ dự bị của Manchester City, người trên thực tế đã phạm tội kiểm tra doping nhẹ hơn và kết quả là chỉ bị phạt tiền. Bản thân City vừa chuyển từ Maine Road đến Sân vận động Thành phố Manchester.
Trong khi đó, Arsenal chỉ ký hợp đồng với thủ môn người Đức Jens Lehmann vào mùa giải gần nhất năm 2003, nhưng tiền đạo người Pháp Thierry Henry đã đóng vai trò quan trọng trong thành công của Arsenal. Ngoài Premier League, đoàn quân của Arsène Wenger gây thất vọng ở các giải đấu cúp. Họ đã bị loại bởi đội vô địch League Cup sau đó là Middlesbrough ở bán kết. Họ đã để vuột mất danh hiệu FA Cup (giải đấu mà họ đã tổ chức trong hai mùa giải liên tiếp) sau khi bị đánh bại bởi những người chiến thắng cuối cùng là Manchester United trong trận bán kết. Arsenal bị loại khỏi tứ kết Champions League sau khi thua Chelsea (3–2 chung cuộc). Những trận thua này ở FA Cup và Champions League xảy ra cách nhau vài ngày, và người ta sợ  rằng Arsenal có thể phung phí ngôi đầu Premier League mùa thứ hai liên tiếp, nhưng Arsenal đã dễ dàng đánh bại Liverpool chỉ vài ngày sau đó.
Mùa giải Premier League 2003/04 chứng kiến Arsène Wenger dẫn dắt câu lạc bộ Bắc London đến mùa giải đầu tiên bất bại, củng cố di sản huấn luyện của ông và mở ra chu kỳ thành công mới mang lại niềm vui cho người hâm mộ Arsenal khi họ kết thúc mùa giải với 26 trận thắng, 12 trận hòa, 0 trận thua và 90 điểm; số điểm cao thứ mười trong lịch sử của giải đấu, câu lạc bộ tạo ra cách biệt 11 điểm với đội đứng ở vị trí thứ 2 là Chelsea của Claudio Ranieri. Thierry Henry tỏ ra quyết đoán trong những thời khắc quan trọng, tạo cảm hứng cho những cuộc lội ngược dòng sát nút trước các đối thủ  Liverpool và Chelsea, trong đó có cú hat-trick ấn định chiến thắng 4–2 sau khi bị dẫn trước 1–2.
Các vị trí xuống hạng thuộc về ba đội có cùng 33 điểm. Wolves và Leicester City cũng đi theo xu hướng của nhiều câu lạc bộ mới lên hạng khác ở Premier League đó là xuống hạng chỉ một mùa giải sau khi lên hạng đấu cao nhất. Đối với Leicester City, họ sẽ không trở lại giải đấu hàng đầu trong 10 năm nữa và trở thành nhà vô địch giải đấu lần đầu tiên trong lịch sử chỉ một mùa giải sau đó, trong khi Wolves đã thăng hạng trở lại giải đấu hàng đầu vào năm 2009 và lại trượt dài 3 năm sau. Vị trí xuống hạng còn lại thuộc về Leeds United, đội có thành tích chơi bóng sa sút trong hai mùa giải qua sau khi David O'Leary bị sa thải khỏi vị trí huấn luyện viên và các khoản nợ của câu lạc bộ đã tăng cao đến mức nhiều cầu thủ ngôi sao phải bị bán. Kết quả là, Leeds bị xuống hạng khỏi Premier League sau 14 năm chơi bóng ở giải hạng cao nhất - chỉ ba mùa giải sau khi họ lọt vào bán kết Champions League, và họ sẽ không trở lại trong 16 năm nữa.
Trong mùa giải thứ ba với tư cách là huấn luyện viên Middlesbrough, Steve McClaren đã dẫn dắt đội Middlesbrough đến chiếc cúp lớn đầu tiên của họ – Danh hiệu vô địch đến với đội bóng sau khi Middlesbrough giành chiến thắng 2–1 trước Bolton Wanderers trong trận chung kết League Cup. McClaren cũng là huấn luyện viên người Anh đầu tiên giành được một danh hiệu lớn kể từ khi Brian Little dẫn dắt Aston Villa đến thành công tại League Cup vào năm 1996. Ông cũng là huấn luyện viên đầu tiên đưa Middlesbrough tham dự giải đấu châu Âu – họ sẽ thi đấu tại Cúp UEFA mùa 2004–05.

## Các đội bóng
Hai mươi đội thi đấu trong giải đấu – mười bảy đội hàng đầu của mùa giải trước và ba đội thăng hạng từ First Division. Các đội thăng hạng là Portsmouth, Leicester City và Wolverhampton Wanderers, trở lại giải đấu hàng đầu lần lượt sau mười lăm năm, một và mười chín năm vắng bóng. Đây cũng là mùa giải đầu tiên của Portsmouth và Wolverhampton Wanderers tại Premier League. Họ thay thế West Ham United, West Bromwich Albion và Sunderland sau thời gian thi đấu ở giải đấu hàng đầu lần lượt trong 10, 1 và 4 năm.

### Sân vận động và địa điểm
| Đội                     | Địa điểm                  | Stadium                             | Capacity |
| ----------------------- | ------------------------- | ----------------------------------- | -------- |
| Arsenal                 | London (Highbury)         | Sân vận động Arsenal                | 38,419   |
| Aston Villa             | Birmingham (Aston)        | Villa Park                          | 42,553   |
| Birmingham City         | Birmingham (Bordesley)    | St Andrew's                         | 30,079   |
| Blackburn Rovers        | Blackburn                 | Ewood Park                          | 31,367   |
| Bolton Wanderers        | Bolton                    | Reebok Stadium                      | 28,723   |
| Charlton Athletic       | London (Charlton)         | The Valley                          | 27,111   |
| Chelsea                 | London (Fulham)           | Stamford Bridge                     | 42,360   |
| Everton                 | Liverpool (Walton)        | Goodison Park                       | 40,569   |
| Fulham                  | London (Shepherd's Bush)  | Loftus Road                         | 18,493   |
| Leeds United            | Leeds                     | Elland Road                         | 40,242   |
| Leicester City          | Leicester                 | Walkers Stadium                     | 32,312   |
| Liverpool               | Liverpool (Anfield)       | Anfield                             | 45,276   |
| Manchester City         | Manchester (Bradford)     | Sanvaanja động Thành phố Manchester | 48,000   |
| Manchester United       | Manchester (Old Trafford) | Old Trafford                        | 68,217   |
| Middlesbrough           | Middlesbrough             | Riverside Stadium                   | 35,049   |
| Newcastle United        | Newcastle upon Tyne       | St James' Park                      | 52,387   |
| Portsmouth              | Portsmouth                | Fratton Park                        | 20,220   |
| Southampton             | Southampton               | Sân vận động St Mary                | 32,505   |
| Tottenham Hotspur       | London (Tottenham)        | White Hart Lane                     | 36,240   |
| Wolverhampton Wanderers | Wolverhampton             | Sân vận động Molineux               | 29,303   |

1. ↑  Craven Cottage vẫn đang được tân trang lại so với mùa giải trước và do đó, Fulham tiếp tục chơi các trận sân nhà của họ tại Loftus Road, đây cũng là sân nhà của câu lạc bộ đồng hương Tây London Queens Park Rangers.
2. ↑  Manchester City chuyển đến Sân vận động Thành phố Manchester sau 80 năm thi đấu tại Maine Road.

### Nhân sự và trang phục
| Đội                     | Huấn luyện viên trưởng  | Đội trưởng       | Nhà tài trợ trang phục | Nhà tài trợ áo đấu   |
| ----------------------- | ----------------------- | ---------------- | ---------------------- | -------------------- |
| Arsenal                 | Arsène Wenger           | Patrick Vieira   | Nike                   | O2                   |
| Aston Villa             | David O'Leary           | Olof Mellberg    | Diadora                | Rover                |
| Birmingham City         | Steve Bruce             | Kenny Cunningham | Le Coq Sportif         | Flybe                |
| Blackburn Rovers        | Graeme Souness          | Garry Flitcroft  | Kappa                  | HSA                  |
| Bolton Wanderers        | Sam Allardyce           | Jay-Jay Okocha   | Reebok                 | Reebok               |
| Charlton Athletic       | Alan Curbishley         | Matt Holland     | Joma                   | All:Sports           |
| Chelsea                 | Claudio Ranieri         | Marcel Desailly  | Umbro                  | Fly Emirates         |
| Everton                 | David Moyes             | David Weir       | Puma                   | Kejian               |
| Fulham                  | Chris Coleman           | Lee Clark        | Puma                   | dabs.com             |
| Leeds United            | Kevin Blackwell         | Dominic Matteo   | Nike                   | Whyte and Mackay     |
| Leicester City          | Micky Adams             | Matt Elliott     | Le Coq Sportif         | Alliance & Leicester |
| Liverpool               | Gérard Houllier         | Steven Gerrard   | Reebok                 | Carlsberg            |
| Manchester City         | Kevin Keegan            | Sylvain Distin   | Reebok                 | First Advice         |
| Manchester United       | Sir Alex Ferguson       | Roy Keane        | Nike                   | Vodafone             |
| Middlesbrough           | Steve McClaren          | Gareth Southgate | Erreà                  | Dial-a-Phone         |
| Newcastle United        | Sir Bobby Robson        | Alan Shearer     | Adidas                 | Northern Rock        |
| Portsmouth              | Harry Redknapp          | Teddy Sheringham | Pompey Sport           | ty                   |
| Southampton             | Paul Sturrock           | Claus Lundekvam  | Saints                 | Friends Provident    |
| Tottenham Hotspur       | David Pleat (tạm quyền) | Jamie Redknapp   | Kappa                  | Thomson Holidays     |
| Wolverhampton Wanderers | Dave Jones              | Paul Ince        | Admiral                | Doritos              |

### Thay đổi huấn luyện viên trưởng
| Đội               | Huấn luyện viên đi        | Lý do ra đi                  | Ngày ra đi           | Vị trí trên bảng xếp hạng | Huấn luyện viên đến     | Ngày bổ nhiệm        |
| ----------------- | ------------------------- | ---------------------------- | -------------------- | ------------------------- | ----------------------- | -------------------- |
| Fulham            | Chris Coleman (tạm quyền) | Kết thúc thời gian tạm quyền | 12 tháng 5 năm 2003  | Tiền mùa giải             | Chris Coleman           | 15 tháng 5 năm 2003  |
| Aston Villa       | Graham Taylor             | Từ chức                      | 14 tháng 5 năm 2003  | Tiền mùa giải             | David O'Leary           | 20 tháng 5 năm 2003  |
| Tottenham Hotspur | Glenn Hoddle              | Sa thải                      | 22 tháng 9 năm 2003  | 18                        | David Pleat (caretaker) | 24 tháng 9 năm 2003  |
| Leeds United      | Peter Reid                | Sa thải                      | 10 tháng 11 năm 2003 | 20                        | Eddie Gray              | 10 tháng 11 năm 2003 |
| Southampton       | Gordon Strachan           | Từ chức                      | 13 tháng 2 năm 2004  | 12                        | Paul Sturrock           | 4 tháng 3 năm 2004   |
| Leeds United      | Eddie Gray                | Sự đồng thuận                | 10 tháng 5 năm 2004  | 19                        | Kevin Blackwell         | 1 tháng 6 năm 2004   |

## Bảng xếp hạng

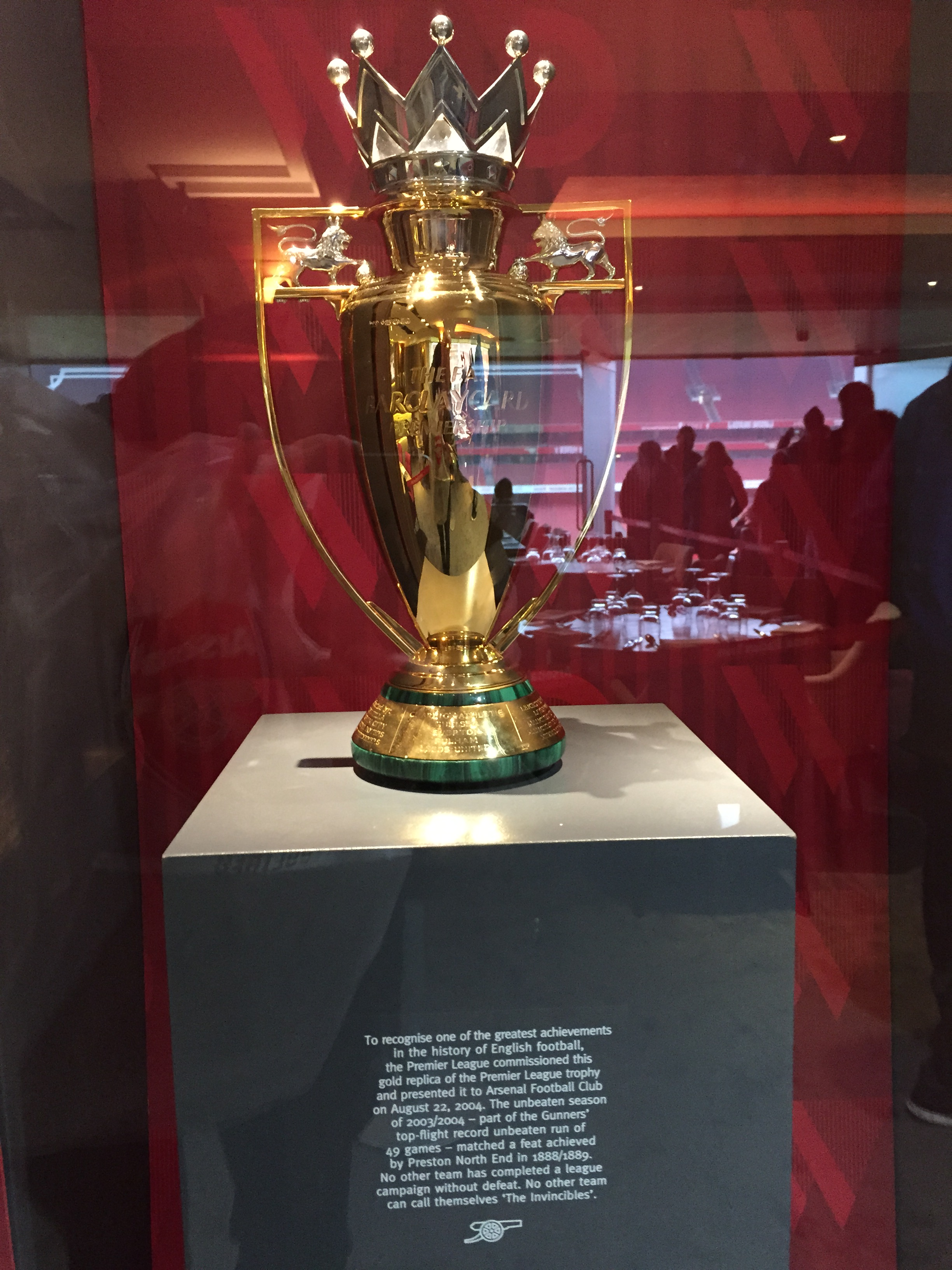
Premier League đã đặt làm một chiếc cúp vàng độc đáo để kỷ niệm thành tích vô địch giải đấu bất bại của Arsenal.

| VT | Đội                         | ST | T  | H  | B  | BT | BB | HS  | Đ  | Giành quyền tham dự hoặc xuống hạng         |
| -- | --------------------------- | -- | -- | -- | -- | -- | -- | --- | -- | ------------------------------------------- |
| 1  | Arsenal (C)                 | 38 | 26 | 12 | 0  | 73 | 26 | +47 | 90 | Tham dự vòng bảng Champions League          |
| 2  | Chelsea                     | 38 | 24 | 7  | 7  | 67 | 30 | +37 | 79 | Tham dự vòng bảng Champions League          |
| 3  | Manchester United           | 38 | 23 | 6  | 9  | 64 | 35 | +29 | 75 | Tham dự vòng loại thứ ba Champions League   |
| 4  | Liverpool                   | 38 | 16 | 12 | 10 | 55 | 37 | +18 | 60 | Tham dự vòng loại thứ ba Champions League   |
| 5  | Newcastle United            | 38 | 13 | 17 | 8  | 52 | 40 | +12 | 56 | Tham dự vòng loại thứ nhất UEFA Cup         |
| 6  | Aston Villa                 | 38 | 15 | 11 | 12 | 48 | 44 | +4  | 56 |                                             |
| 7  | Charlton Athletic           | 38 | 14 | 11 | 13 | 51 | 51 | 0   | 53 |                                             |
| 8  | Bolton Wanderers            | 38 | 14 | 11 | 13 | 48 | 56 | −8  | 53 |                                             |
| 9  | Fulham                      | 38 | 14 | 10 | 14 | 52 | 46 | +6  | 52 |                                             |
| 10 | Birmingham City             | 38 | 12 | 14 | 12 | 43 | 48 | −5  | 50 |                                             |
| 11 | Middlesbrough               | 38 | 13 | 9  | 16 | 44 | 52 | −8  | 48 | Tham dự vòng loại thứ nhất UEFA Cup         |
| 12 | Southampton                 | 38 | 12 | 11 | 15 | 44 | 45 | −1  | 47 |                                             |
| 13 | Portsmouth                  | 38 | 12 | 9  | 17 | 47 | 54 | −7  | 45 |                                             |
| 14 | Tottenham Hotspur           | 38 | 13 | 6  | 19 | 47 | 57 | −10 | 45 |                                             |
| 15 | Blackburn Rovers            | 38 | 12 | 8  | 18 | 51 | 59 | −8  | 44 |                                             |
| 16 | Manchester City             | 38 | 9  | 14 | 15 | 55 | 54 | +1  | 41 |                                             |
| 17 | Everton                     | 38 | 9  | 12 | 17 | 45 | 57 | −12 | 39 |                                             |
| 18 | Leicester City (R)          | 38 | 6  | 15 | 17 | 48 | 65 | −17 | 33 | Xuống hạng đến Football League Championship |
| 19 | Leeds United (R)            | 38 | 8  | 9  | 21 | 40 | 79 | −39 | 33 | Xuống hạng đến Football League Championship |
| 20 | Wolverhampton Wanderers (R) | 38 | 7  | 12 | 19 | 38 | 77 | −39 | 33 | Xuống hạng đến Football League Championship |

1. ↑  Do Manchester United vượt qua vòng loại Champions League, vị trí của họ tại Cúp UEFA với tư cách nhà vô địch FA Cup 2003–04 thuộc về câu lạc bộ First Division Millwall, đội là á quân FA Cup.
2. ↑  Middlesbrough tham dự với tư cách nhà vô địch Football League Cup 2003–04.

### Thống kê mùa giải
| Tổng số bàn thắng: 1,012               |
| Số bàn thắng trung bình mỗi trận: 2.66 |

## Kết quả
| Nhà \ Khách             | ARS | AVL | BIR | BLB | BOL | CHA | CHE | EVE | FUL | LEE | LEI | LIV | MCI | MUN | MID | NEW | POR | SOU | TOT | WOL |
| ----------------------- | --- | --- | --- | --- | --- | --- | --- | --- | --- | --- | --- | --- | --- | --- | --- | --- | --- | --- | --- | --- |
| Arsenal                 |     | 2–0 | 0–0 | 1–0 | 2–1 | 2–1 | 2–1 | 2–1 | 0–0 | 5–0 | 2–1 | 4–2 | 2–1 | 1–1 | 4–1 | 3–2 | 1–1 | 2–0 | 2–1 | 3–0 |
| Aston Villa             | 0–2 |     | 2–2 | 0–2 | 1–1 | 2–1 | 3–2 | 0–0 | 3–0 | 2–0 | 3–1 | 0–0 | 1–1 | 0–2 | 0–2 | 0–0 | 2–1 | 1–0 | 1–0 | 3–2 |
| Birmingham City         | 0–3 | 0–0 |     | 0–4 | 2–0 | 1–2 | 0–0 | 3–0 | 2–2 | 4–1 | 0–1 | 0–3 | 2–1 | 1–2 | 3–1 | 1–1 | 2–0 | 2–1 | 1–0 | 2–2 |
| Blackburn Rovers        | 0–2 | 0–2 | 1–1 |     | 3–4 | 0–1 | 2–3 | 2–1 | 0–2 | 1–2 | 1–0 | 1–3 | 2–3 | 1–0 | 2–2 | 1–1 | 1–2 | 1–1 | 1–0 | 5–1 |
| Bolton Wanderers        | 1–1 | 2–2 | 0–1 | 2–2 |     | 0–0 | 0–2 | 2–0 | 0–2 | 4–1 | 2–2 | 2–2 | 1–3 | 1–2 | 2–0 | 1–0 | 1–0 | 0–0 | 2–0 | 1–1 |
| Charlton Athletic       | 1–1 | 1–2 | 1–1 | 3–2 | 1–2 |     | 4–2 | 2–2 | 3–1 | 0–1 | 2–2 | 3–2 | 0–3 | 0–2 | 1–0 | 0–0 | 1–1 | 2–1 | 2–4 | 2–0 |
| Chelsea                 | 1–2 | 1–0 | 0–0 | 2–2 | 1–2 | 1–0 |     | 0–0 | 2–1 | 1–0 | 2–1 | 0–1 | 1–0 | 1–0 | 0–0 | 5–0 | 3–0 | 4–0 | 4–2 | 5–2 |
| Everton                 | 1–1 | 2–0 | 1–0 | 0–1 | 1–2 | 0–1 | 0–1 |     | 3–1 | 4–0 | 3–2 | 0–3 | 0–0 | 3–4 | 1–1 | 2–2 | 1–0 | 0–0 | 3–1 | 2–0 |
| Fulham                  | 0–1 | 1–2 | 0–0 | 3–4 | 2–1 | 2–0 | 0–1 | 2–1 |     | 2–0 | 2–0 | 1–2 | 2–2 | 1–1 | 3–2 | 2–3 | 2–0 | 2–0 | 2–1 | 0–0 |
| Leeds United            | 1–4 | 0–0 | 0–2 | 2–1 | 0–2 | 3–3 | 1–1 | 1–1 | 3–2 |     | 3–2 | 2–2 | 2–1 | 0–1 | 0–3 | 2–2 | 1–2 | 0–0 | 0–1 | 4–1 |
| Leicester City          | 1–1 | 0–5 | 0–2 | 2–0 | 1–1 | 1–1 | 0–4 | 1–1 | 0–2 | 4–0 |     | 0–0 | 1–1 | 1–4 | 0–0 | 1–1 | 3–1 | 2–2 | 1–2 | 0–0 |
| Liverpool               | 1–2 | 1–0 | 3–1 | 4–0 | 3–1 | 0–1 | 1–2 | 0–0 | 0–0 | 3–1 | 2–1 |     | 2–1 | 1–2 | 2–0 | 1–1 | 3–0 | 1–2 | 0–0 | 1–0 |
| Manchester City         | 1–2 | 4–1 | 0–0 | 1–1 | 6–2 | 1–1 | 0–1 | 5–1 | 0–0 | 1–1 | 0–3 | 2–2 |     | 4–1 | 0–1 | 1–0 | 1–1 | 1–3 | 0–0 | 3–3 |
| Manchester United       | 0–0 | 4–0 | 3–0 | 2–1 | 4–0 | 2–0 | 1–1 | 3–2 | 1–3 | 1–1 | 1–0 | 0–1 | 3–1 |     | 2–3 | 0–0 | 3–0 | 3–2 | 3–0 | 1–0 |
| Middlesbrough           | 0–4 | 1–2 | 5–3 | 0–1 | 2–0 | 0–0 | 1–2 | 1–0 | 2–1 | 2–3 | 3–3 | 0–0 | 2–1 | 0–1 |     | 0–1 | 0–0 | 3–1 | 1–0 | 2–0 |
| Newcastle United        | 0–0 | 1–1 | 0–1 | 0–1 | 0–0 | 3–1 | 2–1 | 4–2 | 3–1 | 1–0 | 3–1 | 1–1 | 3–0 | 1–2 | 2–1 |     | 3–0 | 1–0 | 4–0 | 1–1 |
| Portsmouth              | 1–1 | 2–1 | 3–1 | 1–2 | 4–0 | 1–2 | 0–2 | 1–2 | 1–1 | 6–1 | 0–2 | 1–0 | 4–2 | 1–0 | 5–1 | 1–1 |     | 1–0 | 2–0 | 0–0 |
| Southampton             | 0–1 | 1–1 | 0–0 | 2–0 | 1–2 | 3–2 | 0–1 | 3–3 | 0–0 | 2–1 | 0–0 | 2–0 | 0–2 | 1–0 | 0–1 | 3–3 | 3–0 |     | 1–0 | 2–0 |
| Tottenham Hotspur       | 2–2 | 2–1 | 4–1 | 1–0 | 0–1 | 0–1 | 0–1 | 3–0 | 0–3 | 2–1 | 4–4 | 2–1 | 1–1 | 1–2 | 0–0 | 1–0 | 4–3 | 1–3 |     | 5–2 |
| Wolverhampton Wanderers | 1–3 | 0–4 | 1–1 | 2–2 | 1–2 | 0–4 | 0–5 | 2–1 | 2–1 | 3–1 | 4–3 | 1–1 | 1–0 | 1–0 | 2–0 | 1–1 | 0–0 | 1–4 | 0–2 |     |

## Tổng kết
- Nhiều trận thắng nhất – Arsenal (26)
- Ít trận thắng nhất – Leicester City (6)
- Nhiều trận hòa nhất – Newcastle United (17)
- Ít trận hòa nhất – Manchester United và Tottenham Hotspur (6)
- Nhiều trận thua nhất – Leeds United (21)
- Ít trận thua nhất – Arsenal (0)
- Ghi nhiều bàn thắng nhất – Arsenal (73)
- Ghi ít bàn thắng nhất – Wolverhampton Wanderers (38)
- Thủng lưới nhiều nhất – Leeds United (79)
- Thủng lưới ít nhất – Arsenal (26)

## Cầu thủ ghi bàn nhiều nhất
| Hạng | Cầu thủ             | Câu lạc bộ               | Số bàn thắng |
| ---- | ------------------- | ------------------------ | ------------ |
| 1    | Thierry Henry       | Arsenal                  | 30           |
| 2    | Alan Shearer        | Newcastle United         | 22           |
| 3    | Louis Saha          | Manchester United/Fulham | 20           |
| 3    | Ruud van Nistelrooy | Manchester United        | 20           |
| 5    | Mikael Forssell     | Birmingham City          | 17           |
| 6    | Nicolas Anelka      | Manchester City          | 16           |
| 6    | Juan Pablo Ángel    | Aston Villa              | 16           |
| 6    | Michael Owen        | Liverpool                | 16           |
| 6    | Yakubu              | Portsmouth               | 16           |
| 10   | James Beattie       | Southampton              | 14           |
| 10   | Robbie Keane        | Tottenham Hotspur        | 14           |
| 10   | Robert Pirès        | Arsenal                  | 14           |

## Giải thưởng

### Giải thưởng hằng tháng
| Tháng | Huấn luyện viên của tháng             | Cầu thủ của tháng                         |
| ----- | ------------------------------------- | ----------------------------------------- |
| 8     | Arsène Wenger (Arsenal)               | Teddy Sheringham (Portsmouth)             |
| 9     | Claudio Ranieri (Chelsea)             | Frank Lampard (Chelsea)                   |
| 10    | Sir Bobby Robson (Newcastle United)   | Alan Shearer (Newcastle United)           |
| 11    | Sam Allardyce (Bolton Wanderers)      | Jay-Jay Okocha (Bolton Wanderers)         |
| 12    | Sir Alex Ferguson (Manchester United) | Paul Scholes (Manchester United)          |
| 1     | Sam Allardyce (Bolton Wanderers)      | Thierry Henry (Arsenal)                   |
| 2     | Arsène Wenger (Arsenal)               | Dennis Bergkamp (Arsenal) & Edu (Arsenal) |
| 3     | Claudio Ranieri (Chelsea)             | Mikael Forssell (Birmingham City)         |
| 4     | Harry Redknapp (Portsmouth)           | Thierry Henry (Arsenal)                   |